# Mel·lífer gorja-roig
El mel·lífer gorja-roig (Myzomela eques) és un ocell de la família dels melifàgids (Meliphagidae).

## Hàbitat i distribució
Habita els boscos de Nova Guinea i les illes Raja Ampat, a Waigeo, Salawati i Misool.